# Neodon linzhiensis
Neodon linzhiensis — вид млекопитающих из подсемейства полёвок Arvicolinae, обитающих в Тибете. Видовое название происходит от названия округа Линьчжи, в котором были обнаружены особи данного вида. 
Длина тела этого вида составляет от 92 до 115 мм, длина хвоста от 24 до 39 мм и веса от 26 до 48 г. Длина ступни  составляет от 16 до 20 мм, а длина ушной раковины — от 12 до 15 мм. Чёрно-коричневый мех на спине сливается с чёрно-серой нижней частью по бокам тела. Кроме того, хвост резко двухцветный, чёрно-коричневый сверху и светло-серый сниз. У самок восемь сосков. У Neodon linzhiensis есть как черные, так и белые вибриссы. Их длина составляет от 7 до 28 мм. 
До 2017 года Neodon linzhiensis была обнаружена только в пяти точках на юго-востоке Тибета. Экземпляры были отловлены на залежных рисовых и ячменных полях. Места нахождения располагаются  на высоте от 3640 до 3890 метров над уровнем моря. 
Информация об образе жизни отсутствует. Вид занесен в список МСОП с недостаточными данными (Data Deficient).